# Medico missionarie di Maria
Le Medico Missionarie di Maria (in inglese Medical Missionaries of Mary) sono un istituto religioso femminile di diritto pontificio: le suore di questa congregazione pospongono al loro nome la sigla M.M.M.

## Storia
La congregazione fu fondata da Mary Martin: infermiera volontaria del Voluntary Aid Defence durante il primo conflitto mondiale, alla fine della guerra entrò in contatto con il missionario spiritano Joseph Shanahan, vicario apostolico della Nigeria del Sud, che le parlò del bisogno di personale medico nelle missioni africane.
La Martin lavorò in Nigeria tra il 1921 e il 1923, poi tornò in patria, dove maturò l'idea di organizzare una congregazione di medico-missionarie; nel 1933, però, incontrò il nunzio apostolico in Irlanda, Paschal Robinson, che si oppose al suo progetto perché la Santa Sede vietava ancora delle religiose di praticare la chirurgia e l'ostetricia.
Per qualche tempo la Martin visse presso l'abbazia benedettina di Glenstal, lavorando come domestica, ma nel 1936 la Santa Sede revocò il divieto per le suore di esercitare le professioni mediche: la fondatrice si trasferì in Nigeria e il 4 aprile 1937 ad Anua, insieme con due compagne, emise la professione religiosa, dando inizio alla congregazione.
Colpita da febbri malariche, la Martin dovette presto tornare in patria, dove aprì una casa di studi a Rosemount  e un noviziato a Collon.
Le Medico Missionarie di Maria ottennero l'approvazione pontificia nel 1961.

## Attività e diffusione
Le suore si dedicano all'aiuto medico nelle missioni.
Sono presenti in Irlanda, nel Regno Unito, nelle Americhe (Brasile, Honduras, Stati Uniti d'America) e in Africa, (Angola, Benin, Kenya, Malawi, Nigeria, Ruanda, Tanzania, Uganda); la sede generalizia è a Blackrock, presso Dublino.
Alla fine del 2008 la congregazione contava 384 religiose in 61 case.